# Eurysternus vastiorum
Eurysternus vastiorum là một loài bọ cánh cứng trong họ Bọ hung (Scarabaeidae).